# Armbian
Armbian è un sistema operativo basato sulle distribuzioni ufficiali di Debian per l'Architettura ARM, supporta quasi 200 Single-board computer ARM.

## Caratteristiche
Nato poco dopo il Raspberry Pi OS presenta alcune somiglianze con lo stesso, ma contrariamente a questo supporta un gran numero di schede diverse oltre a quelle Raspberry Pi (ad esempio è compatibile con Banana Pi, Orange Pi, ecc).
Per la configurazione del sistema dispone di uno strumento dedicato, armbian-config,  che permette di abilitare le varie interfacce presenti sulla scheda oltre a permettere l'impostazione di numerosi parametri delle stesse.